# Tulit Ilona
Tulit Ilona (írói álneve: Zalányi Virág; Barót, 1944. március 18. –) erdélyi magyar tankönyvíró, szerkesztő, a magyar nyelv- és irodalom tanára, tanfelügyelő.

## Életpályája
Középiskolai tanulmányait a baróti Vegyes Középiskolában végezte (1961), majd a Babeș–Bolyai Tudományegyetemen magyar nyelv- és irodalom szakon szerzett tanári diplomát (1966). Egyetemi tanulmányai után 1966–68 között a nyárádszentimrei, 1968–69 között az ákosfalvi általános iskola, majd a székelyudvarhelyi Petru Groza Líceum magyartanára; 1970-től Sepsiszentgyörgy különböző iskoláiban tanított: 1970–75 között az 1-es sz. Általános Iskolában és a 2. sz. Ipari Líceumban; 1975–76 között az 1. sz. Ipari Líceumban; 1976–81 között a 2. sz. Általános Iskolában. 1982–87 között a Kovászna megyei Tanfelügyelőség magyar szakos szaktanfelügyelője volt, majd újra visszatért a tanításhoz: 1988-tól 1998-ig a 2. sz. Általános Iskola magyartanára volt egyéves megszakítással (1990–91), amikor újra a Kovászna megyei Tanfelügyelőség keretében volt magyar szaktanfelügyelő.
Tanfelügyelőként 1986–87-ben magyar irodalmi szaktermet létesített és látott el szemléltető anyaggal Kovászna megye minden, magyar tagozattal is működő iskolájában. Megszervezte és biztosította az anyanyelv fakultatív iskolai oktatását Kovászna megyében minden olyan tanuló számára, aki szándéka ellenére román tagozatra kényszerült. 1984-től évente kétszer, tanulóknak és tanároknak országos részvételű anyanyelvi tábort szervezett, amelyből 1991-ben kialakult az Anyanyelvápolók Erdélyi Szövetsége Sepsiszentgyörgy központtal; a Szövetségnek előbb főtitkára (1991–94), majd elnöke. 1990-ben Sepsiszentgyörgyön megszervezte az első független magyar tantárgyolimpiát, a Mikes Kelemen Irodalmi Versenyt. A Kőrösi Csoma Sándor Anyanyelvi Vetélkedőnek szintén kezdeményezője és éveken át szervezője volt.
1990–92 között főszerkesztőként jegyezte a Tulipán Füzeteket; 1995-től a sepsiszentgyörgyi T3 Könyvkiadó szerkesztője.
Orbán Gyöngyivel együtt, a BBTE magyar tanszékének egy 1992-es pályázati kiírására, 1994-ben elkészítette a Magyar irodalomolvasás c. alternatív tankönyvet az V. osztály számára, amelyet további, új szemléletű tankönyvek követtek az V–VIII. osztály számára: Magyar nyelv és irodalomolvasás (Sepsiszentgyörgy, 1998–2000; utóbbi Zalányi Virág néven, uo. 2000).

## Szerkesztett kötetei
- Hagyományőrzés – hagyományteremtés (1992);
- Mészely József: Munkáltató ábécéskönyv az általános iskolák I. osztálya számára (2001);
- Kénosi Dénes Ida: Mese – beszéd, mese – szó. Magyar olvasókönyv és nyelvtani ismeretek az általános iskola II. osztálya számára (2002);
- Ha nagy leszek… Erkölcsi nevelés munkakönyv a III–IV. osztályosoknak (uo. 2002);
- Bimbó Annamária: Versről – versre. Ismeretek és gyakorlatok az elemi iskolai versértelmezéshez (2002).